# Алсу (насеље у Француској)
Алсу (фр. Halsou) насеље је и општина у југозападној Француској у региону Аквитанија, у департману Атлантски Пиринеји која припада префектури Бајон.
По подацима из 2011. године у општини је живело 517 становника, а густина насељености је износила 101,77 становника/km². Општина се простире на површини од 5,08 km². Налази се на средњој надморској висини од 62 метара (максималној 156 m, а минималној 4 m).

## Демографија
| 1962. | 1968. | 1975. | 1982. | 1990. | 1999. | 2011. |
| ----- | ----- | ----- | ----- | ----- | ----- | ----- |
| 283   | 290   | 324   | 376   | 443   | 503   | 517   |

График промене броја становника у току последњих година